# Historia de la teoría del apego

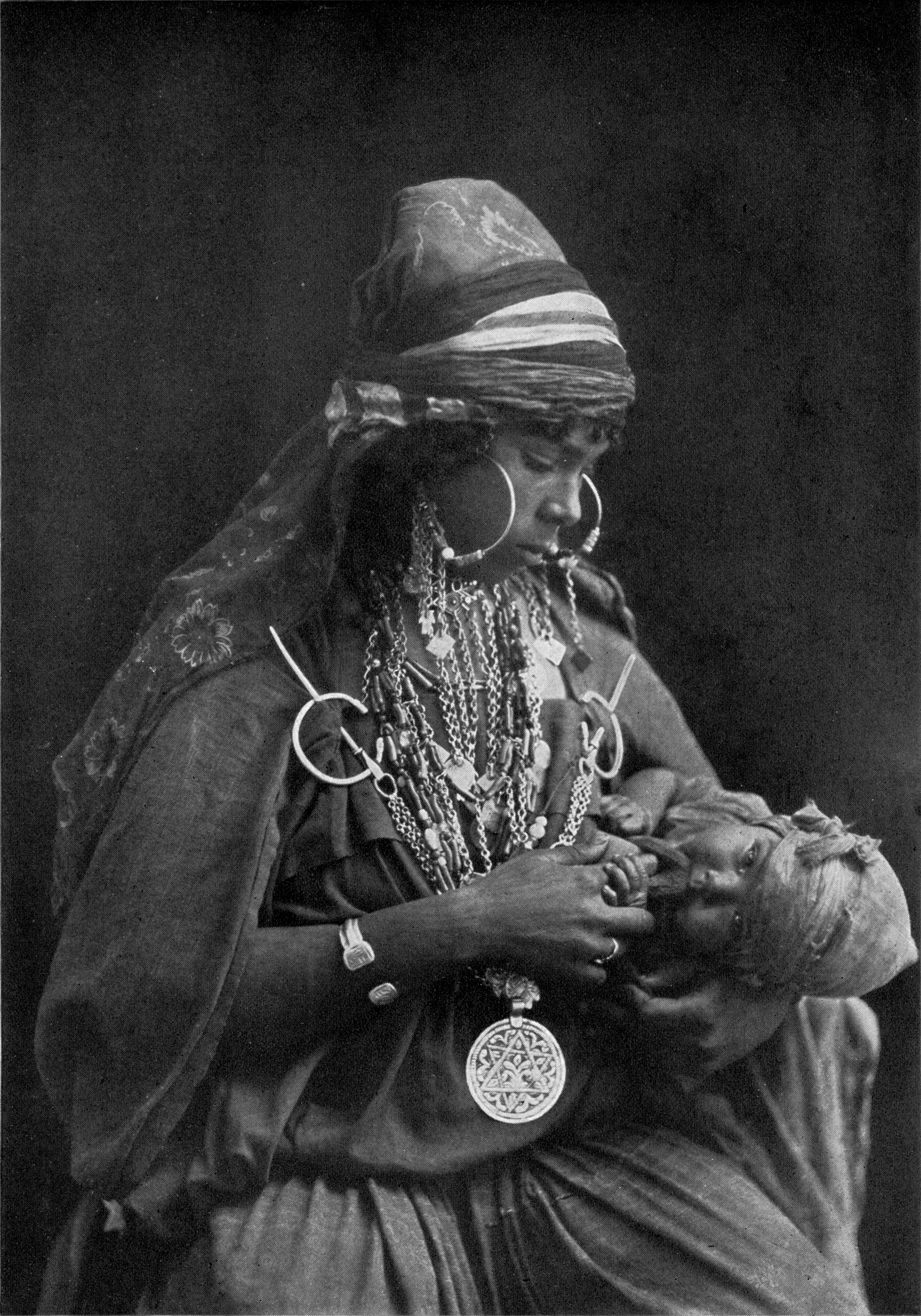
Madre sosteniendo a su bebé.

La teoría del apego se originó del trabajo de John Bowlby, es una teoría psicológica, evolutiva y etológica que proporciona un marco descriptivo y explicativo para entender las relaciones interpersonales entre los seres humanos. Para formular una teoría entendible de la naturaleza de los primeros apegos, Bowlby exploró varias áreas incluyendo la evolución por selección natural, la teoría de las relaciones de objeto (psicoanálisis), la teoría de los sistemas de control, la biología evolutiva y los campos de la etología y la psicología cognitiva.
Hubo algunos trabajos preliminares a partir de 1958, pero la teoría completa se publicó en la trilogía Apego y pérdida, 1969- 82. Aunque en los primeros días Bowlby fue criticado por los psicólogos académicos y condenado al ostracismo por la comunidad psicoanalítica, la teoría del apego se ha convertido en el enfoque dominante para entender el desarrollo social temprano y ha dado lugar a un aumento en la investigación empírica sobre la formación de las relaciones cercanas de los niños.

## Breve descripción de la teoría
En infantes, el comportamiento asociado con el apego es principalmente un proceso de búsqueda de proximidad a una figura de apego en situaciones en las que perciben estrés o alarma, con el fin de la supervivencia. Los infantes se apegan a los adultos que son sensibles y responden en las interacciones sociales con el niño, y que permanecen como cuidadores consistentes por algunos meses durante el período comprendido entre los seis meses y los dos años de edad. Durante la última parte de este período los niños empiezan a utilizar las figuras de apego (personas conocidas) como una base segura desde la que explorar y a la cual regresar. Las respuestas de los padres llevan al desarrollo de patrones de apego que a su vez puede conducir a 'modelos internos de trabajo' que guiarán los sentimientos, pensamientos y expectativas del individuo en las relaciones posteriores. La ansiedad por la separación o el dolor después de una pérdida grave son respuestas normales y naturales en un bebé 'apegado'.
Los teóricos del apego consideran que el bebé humano necesita una relación segura con los cuidadores adultos sin la cual no se producirá un desarrollo social y emocional normal. Por tanto, diferentes experiencias con los cuidadores pueden dar lugar a resultados diferentes en el desarrollo. Mary Ainsworth desarrolló una teoría con una serie de patrones de apego o "estilos" en los recién nacidos en los que se identificaron características distintas: apego seguro, apego evasivo, apego ansioso y finalmente, el apego desorganizado. Además de la búsqueda de atención de los niños, las relaciones entre pares de todas las edades, la atracción romántica y sexual, y las respuestas a las necesidades de cuidado de los niños o adultos enfermos o de edad avanzada pueden ser interpretadas como que incluyen algunos componentes de la conducta de apego.

### Primeras teorías
Una teoría del apego es un marco de ideas que tratan de explicar el apego, la tendencia humana casi universal a preferir ciertas compañías familiares a otras personas, especialmente cuando se está enfermo, herido o angustiado. Históricamente, ciertas preferencias sociales, como la de los padres hacia sus hijos, fueron explicadas a través del instinto natural o el valor moral de la persona.
El concepto de vinculación emocional de los bebés con sus cuidadores se ha tratado durante cientos de años en modo anecdótico. La mayoría de los primeros observadores se centraron en la ansiedad mostrada por bebés y niños pequeños cuando sienten la amenaza de la separación de su cuidador. Las teorías psicológicas sobre el apego fueron sugeridas desde finales del siglo XIX en adelante. 

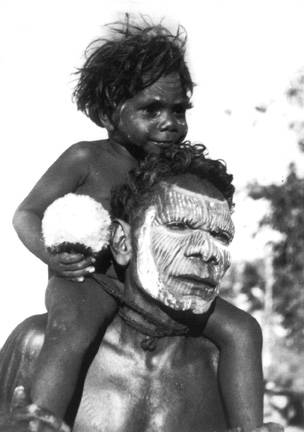
Niño en los hombros de su padre.

 La teoría freudiana intentó considerar el apego infantil en modo sistémico y atribuyó los intentos del niño por quedarse cerca de su cuidador con la motivación derivada de sus experiencias con la alimentación y la satisfacción de los impulsos libidinosos. En los años 30, el desarrollista británico Ian Suttie sugirió que la necesidad de afecto del niño era primaria, no basada en el hambre o en otras gratificaciones de tipo físico.
Una tercera teoría que era dominante en el momento en que se desarrolló la teoría del apego de Bowlby fue "dependencia". Este enfoque postulaba que los bebés eran dependientes de cuidadores adultos, pero que la dependencia era, o debería ser superada conforme maduraba el individuo. Tal enfoque percibía la conducta de apego en niños mayores como regresivos mientras que en la teoría de apego, los niños mayores y los adultos permanecen vinculados y de hecho un apego seguro se asocia con el comportamiento exploratorio independiente en lugar de la dependencia. William Blatz, un psicólogo canadiense y profesor de la colega de Bowlby, Mary Ainsworth, fue de los primeros en destacar la necesidad de seguridad como una parte normal de la personalidad en todas las edades, así como la normalidad de la utilización de los demás como una base segura y la importancia de las relaciones sociales para otros aspectos del desarrollo. La teoría del apego actual identifica las experiencias sociales vividas en la primera infancia como la fuente del tipo de apego desarrollado en la juventud y en la edad adulta. La teoría del apego fue desarrollada por Bowlby como resultado de su insatisfacción ante el marco propuesto por las teorías existentes en referencia a las relaciones tempranas.

### Desarrollo inicial
Bowlby fue influenciado por los inicios de la escuela de las relaciones de objetos del psicoanálisis y, en particular, Melanie Klein, aunque profundamente en desacuerdo con la creencia psicoanalítica, en ese entonces prevalente veía las respuestas de los infantes como relacionadas con sus fantasías internas en vez de eventos de la vida real. Cuando Bowlby comenzó a formular su concepto de embargo, se vio influenciado por estudios de casos hechos por Levy, Powdermaker, Lowrey, Bender y Goldfarb. Un ejemplo es el de David Levy que asocia la falta de emoción social de un niño adoptado a su carencia afectiva temprana. El mismo Bowlby estaba interesado en el papel desempeñado por la delincuencia en las relaciones tempranas pobres, y exploró esto en un estudio de jóvenes ladrones. El contemporáneo de Bowlby, René Spitz, propuso que los resultados "psicotóxicos" fueron puestos en marcha por las experiencias inapropiadas de atención temprana.
Una influencia fuerte fue la obra de James Robertson, quien filmó los efectos de la separación de los niños hospitalizados. Él y Bowlby colaboraron en la producción del documental de 1952 Un niño de dos años va al hospital que ilustra el impacto de la pérdida y el sufrimiento experimentado por los niños pequeños separados de sus cuidadores primarios. Esta película fue clave en una campaña para modificar las restricciones del hospital de visitar por los padres.
En su 1951 monografía para la Organización Mundial de la Salud, Cuidado materno y Salud mental, Bowlby propuso la hipótesis de que "los infantes y niños pequeños deben experimentar una relación cálida, íntima y continua con su madre (o madre sustituta permanente) en la que ambos encuentren satisfacción y el disfrute "y que no hacerlo puede tener consecuencias importantes e irreversibles en la salud mental. Esta proposición fue influyente tanto en términos del efecto sobre el cuidado institucional de los niños, y muy controvertido. Hubo pocos datos empíricos en el momento y ninguna teoría integral para dar cuenta de esta conclusión.

### Teoría del apego
Tras la publicación de Cuidado Maternal y Salud Mental, Bowlby buscó comprensión de nuevos campos como la biología evolutiva, la etología, la psicología del desarrollo, la teoría de los sistemas de ciencia y de control cognitivo y se basó en ellos para formular la propuesta innovadora de que los mecanismos que causan la atadura de un infante, emergen como resultado de la presión evolutiva. Se dio cuenta de que tenía que desarrollar una nueva teoría de la motivación y el control de la conducta, construido en la ciencia actual en vez del modelo de la energía psíquica obsoleto propugnada por Freud. Bowlby se expresó como haber hecho correctamente "la deficiencias de datos y la falta de una teoría para enlazar la supuesta causa y efecto" en "Cuidado Maternal y Salud Mental" en su trabajo posterior "Apego y Pérdida" publicado entre 1969 y 1980.
Las primeras representaciones oficiales de Bowlby se llevaron a cabo por la teoría de la relación en tres conferencias muy controvertidas en 1957 por la Sociedad Psicoanalítica Británica en Londres. El origen formal de la teoría del apego se puede remontar a la publicación de dos documentos de 1958, siendo uno de Bowlby La naturaleza de la atadura del niño a su madre, en la que se introdujeron los conceptos precursores de "apego", y el de Harry Harlow de La naturaleza del amor, basado en los resultados de experimentos que mostraban, aproximadamente, que los monos rhesus infantes pasaban más tiempo con peluches suaves que semejaban a sus madres que no proveían alimento en vez de aquellos que sí proporcionaban alimento, pero eran menos agradable al tacto. Bowlby desarrolló esto en dos trabajos más, Ansiedad de separación (1960a), y Pena y duelo en la infancia y la niñez temprana (1960b). Casi al mismo tiempo, la antigua compañera de Bowlby, Mary Ainsworth estaba completando extensos estudios observacionales sobre la naturaleza de los apegos de niños en Uganda con las teorías etológicas de Bowlby en mente. Las innovadoras metodologías y los completos estudios de observación de Mary Ainsworth informaron gran parte de la teoría, amplió sus conceptos y permitieron que algunos de sus postulados fueran probados empíricamente. La teoría del apego finalmente fue presentada en 1969 en Apego, el primer volumen de la trilogía Apego y Pérdida. El volumen dos y el tres, Separación: La ansiedad, ira y pérdida: Tristeza y depresión siguieron en 1972 y 1980, respectivamente. Apego se revisó en 1982 para incorporar las investigaciones más recientes.

#### Etología
La atención de Bowlby fue atraída primero a la etología cuando leyó la publicación de Lorenz en 1952 en forma de borrador, aunque Lorenz había publicado un trabajo mucho antes. Poco después de esto se encontró con el trabajo de Tinbergen, y comenzó a colaborar con Robert Hinde. En 1953 declaró "ha llegado el momento de unificar los conceptos psicoanalíticos con los de la etología, y proseguir con la rica veta de la investigación que sugiere esta unión".
Konrad Lorenz había examinado el fenómeno de la "impresión" y sintió que podría tener cierto paralelismo con apego humano. El imprimirse, una característica de comportamiento de algunas aves y muy pocos mamíferos, implica un aprendizaje rápido de reconocimiento por parte de un ave joven o animal expuesto a una misma especie o un objeto u organismo que se comporta de forma adecuada. El aprendizaje es posible sólo dentro de un período limitado de edad, conocido como un período crítico. Este aprendizaje y el desarrollo de familiaridad con un objeto animado o inanimado rápida se acompaña de una tendencia a permanecer cerca del objeto y seguirlo cuando se mueve; se dice que la joven criatura se ha impreso en el objeto cuando esto ocurre. Cuando el ave o animal impresa alcanza la madurez reproductiva, su comportamiento de cortejo se dirige hacia los objetos que se asemejan al objeto de impresión. 

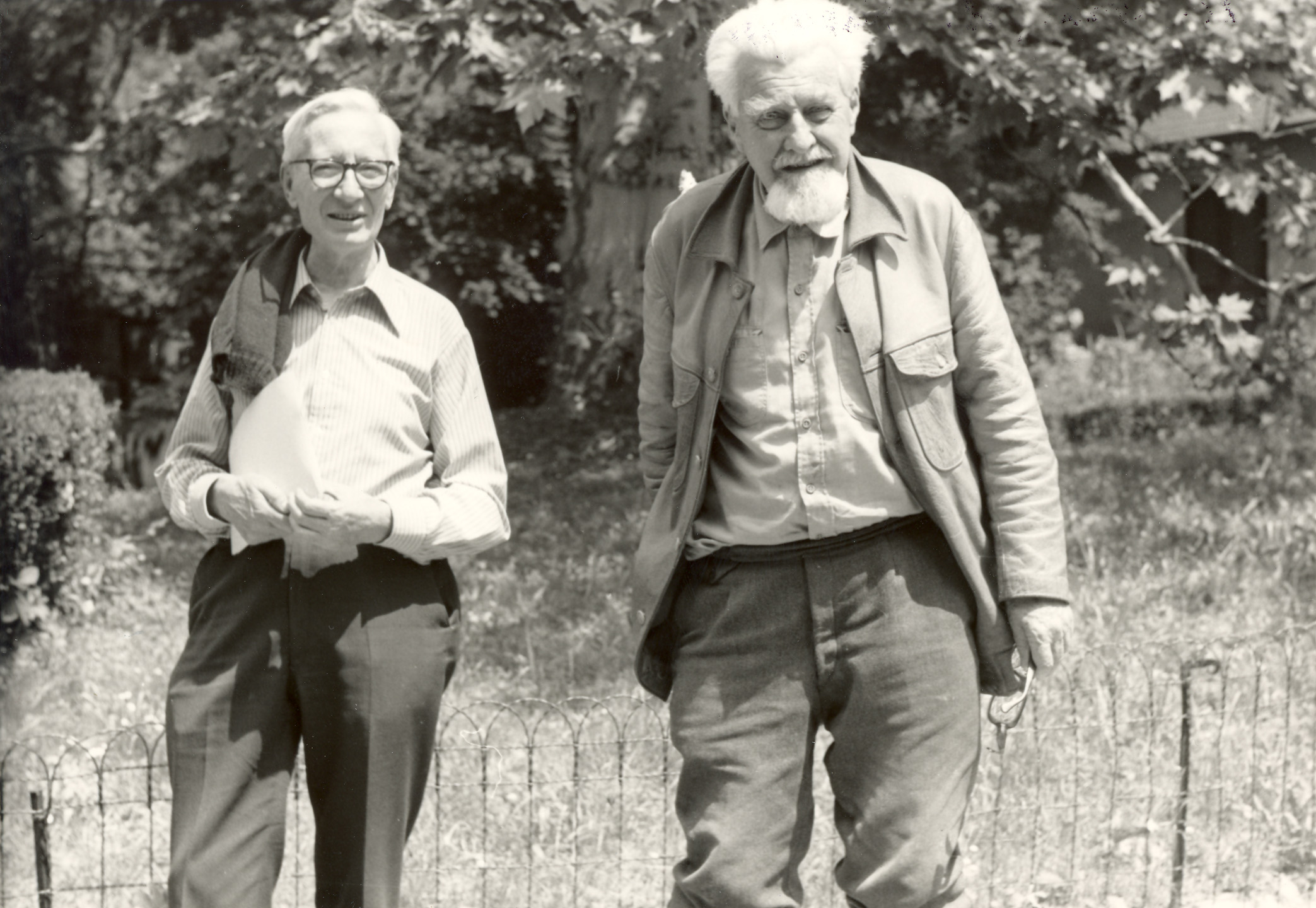
Konrad Lorenz y Nikolaas Tinbergen.

Los conceptos de apego de Bowlby incluyeron posteriormente las ideas de que el apego implica el aprendizaje de experiencias durante un período limitado de edad, y que el aprendizaje obtenido durante ese tiempo influye en el comportamiento adulto. Sin embargo, no se aplica el concepto de impresión en su totalidad al apego humano, ni asume que el desarrollo humano era tan simple como la de las aves. Él, sin embargo, consideró que la conducta de apego se explica mejor como instintiva en la naturaleza, un enfoque que no descarta el efecto de la experiencia, sino que hace hincapié en la preparación para el niño pequeño lleva a interacciones sociales. Algunos de los trabajos de Lorenz se habían hecho años antes de Bowlby formulara sus ideas, y de hecho algunas ideas características de la etología ya habían sido discutidas entre los psicoanalistas algún tiempo antes de la presentación de la teoría del apego.

#### Psicoanálisis
La perspectiva de Bowlby del apego también fue influenciada por conceptos psicoanalíticos y por el trabajo anterior de los psicoanalistas. En particular, se vio influenciado por las observaciones de los niños pequeños separados de los cuidadores familiares, según lo previsto durante la Segunda Guerra Mundial por Anna Freud y su colega Dorothy Burlingham. 

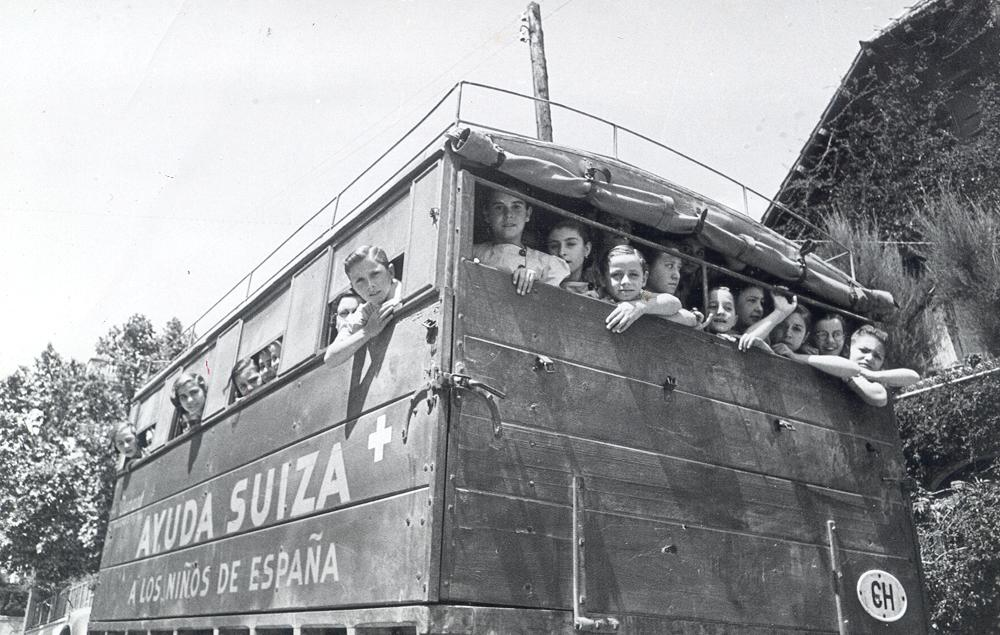
Niños evacuados en 1937.

 Las observaciones de René Spitz sobre el dolor de los niños separados fueron otro factor importante en el desarrollo de la teoría del apego. Sin embargo, Bowlby rechazó las explicaciones psicoanalíticas de los vínculos infantiles tempranas. Rechazó dos teorías freudianas que eran sobre los impulsos, él las llamó la teoría de las relaciones Armario de Amor, y la teoría de las relaciones tempranas de objeto ya de acuerdo a su opinión, en ambas no se podía observar el apego como un vínculo psicológico en sí mismo en lugar de un instinto derivado de la alimentación o la sexualidad.
Pensando en términos de apego primario y en el neo-darwinismo, Bowlby identificó como lo que vio como defectos fundamentales en el psicoanálisis, concretamente el énfasis excesivo en los peligros internos a costa de la amenaza externa, y la imagen del desarrollo de la personalidad a través de "fases" lineales con "regresión" a puntos fijos que representan una enfermedad psicológica. En su lugar, postuló que varias líneas de desarrollo eran posibles, el resultado dependía de la interacción entre el organismo y el medio ambiente. En términos de apego, esto significaría que aunque un niño en desarrollo tiene una propensión a formar vínculos, la naturaleza de los apegos depende del entorno al que está expuesto el niño.

#### Modelo de funcionamiento interno
El concepto importante del modelo de trabajo interno de las relaciones sociales fue adoptada por Bowlby de la obra del filósofo Kenneth Craik, quien había observado la adaptabilidad de la capacidad de pensamiento para predecir eventos, e hizo hincapié en el valor de la supervivencia y la selección natural de esta habilidad. Según Craik, la predicción se produce cuando un "modelo a pequeña escala" que consiste en eventos cerebrales se utiliza para representar no sólo el medio ambiente externo, sino propias acciones posibles del individuo. Este modelo permite a una persona tratar mentalmente alternativas y usar el conocimiento obtenido en el pasado para responder al presente y futuro. Más o menos al mismo tiempo que Bowlby estaba aplicando las ideas de Craik al estudio del apego, otros psicólogos estaban usando estos conceptos en la discusión de la percepción y la cognición adulta.

#### Cibernéticos
La teoría de los sistemas de control (cibernética), desarrollada entre los años 1930 y 40, influenció el pensamiento de Bowlby. La necesidad del niño pequeño por la cercanía a la figura de apego se vio como el equilibrio homeostático con la necesidad de exploración. La distancia real mantenida sería mayor o menor que las necesidades cambiantes; por ejemplo, el enfoque de un extraño, o una lesión, haría que el niño a buscar la proximidad cuando un momento antes había estado explorando a distancia.

### Desarrollo conductual del apego
Analistas de conducta han construido modelos de apego. Estos modelos se basan en la importancia de las relaciones contingentes. Modelos analíticos del comportamiento han recibido el apoyo para la investigación y las revisiones meta-analíticas.

### Desarrollos
Aunque la investigación sobre las conductas de apego continuó después de la muerte de Bowlby en 1990, hubo un período en el que se consideraba que la teoría del apego había llegado a su fin. Algunos autores argumentaron que el apego no debía ser visto como un rasgo (característica del individuo duradero), sino como un principio de organización con diferentes comportamientos que resultan de factores contextuales. Investigaciones posteriores relacionadas se enfocaron en las diferencias interculturales en el apego, y llegaron a la conclusión de que debía ser reevaluada la suposición de que el apego se expresa de forma idéntica en todos los humanos. En un estudio reciente llevado a cabo en Sapporo, Behrens, et al., 2007 encontraron distribuciones de fijación compatibles con las normas globales utilizando el sistema de puntuación de Main y Cassidy de seis años para la clasificación del apego.
El interés en la teoría del apego continuó, y la teoría se extendió posteriormente a las relaciones románticas adultas, por Cindy Hazan y Phillip Shaver. Peter Fonagy y Mary Target trataron de relacionar más estrechamente la teoría del apego y el psicoanálisis por medio de tales aspectos de la ciencia cognitiva como la mentalización, la capacidad para estimar cuáles pueden ser las creencias o intenciones de otra persona. Un "experimento natural" ha permitido un extenso estudio de los problemas de apego, ya que los investigadores han seguido los miles de huérfanos rumanos que fueron adoptados por familias occidentales después del fin del régimen de Nicolae Ceauşescu. El equipo de estudio de los adoptados ingleses y rumanos, dirigido por Michael Rutter, ha seguido algunos de los niños en la adolescencia, el intento de analizar los efectos de un poco apego, adopción y nuevas relaciones, y los problemas físicos y médicos asociados con sus primeros años de vida. Los estudios sobre los adoptados rumanos, cuyas condiciones iniciales fueron impactantes, de hecho han dado razones para el optimismo. Muchos de los niños se desarrollaron bastante bien, y los investigadores han observado que la separación de las personas familiarizadas es sólo uno de muchos factores que ayudan a determinar la calidad del desarrollo.

### Efectos de los cambios de tiempo y los acercamientos
Algunos autores han señalado la conexión de la teoría del apego con los patrones de cuidado infantil y occidentales característicos de tiempo de Bowlby. La consecuencia de esta conexión es que las experiencias relacionadas con el apego (y tal vez el apego mismo) puede alterar la experiencia del cambio de cuidado de los niños tan jóvenes históricamente. Por ejemplo, los cambios en las actitudes hacia la sexualidad femenina han aumentado considerablemente el número de niños que viven con sus madres-nunca casadas y que son atendidos fuera del hogar, mientras que las madres trabajan.
Este cambio social, además de aumentar las tasas de aborto, también ha hecho que sea más difícil para las personas sin hijos recién nacidos para que adopten en sus propios países, y se ha incrementado el número de adopciones de niños mayores y adopciones procedentes de fuentes del tercer mundo. Adopciones y los nacimientos de parejas del mismo sexo han aumentado en número e incluso ganado algo de protección legal, en comparación con su estado en tiempo de Bowlby.

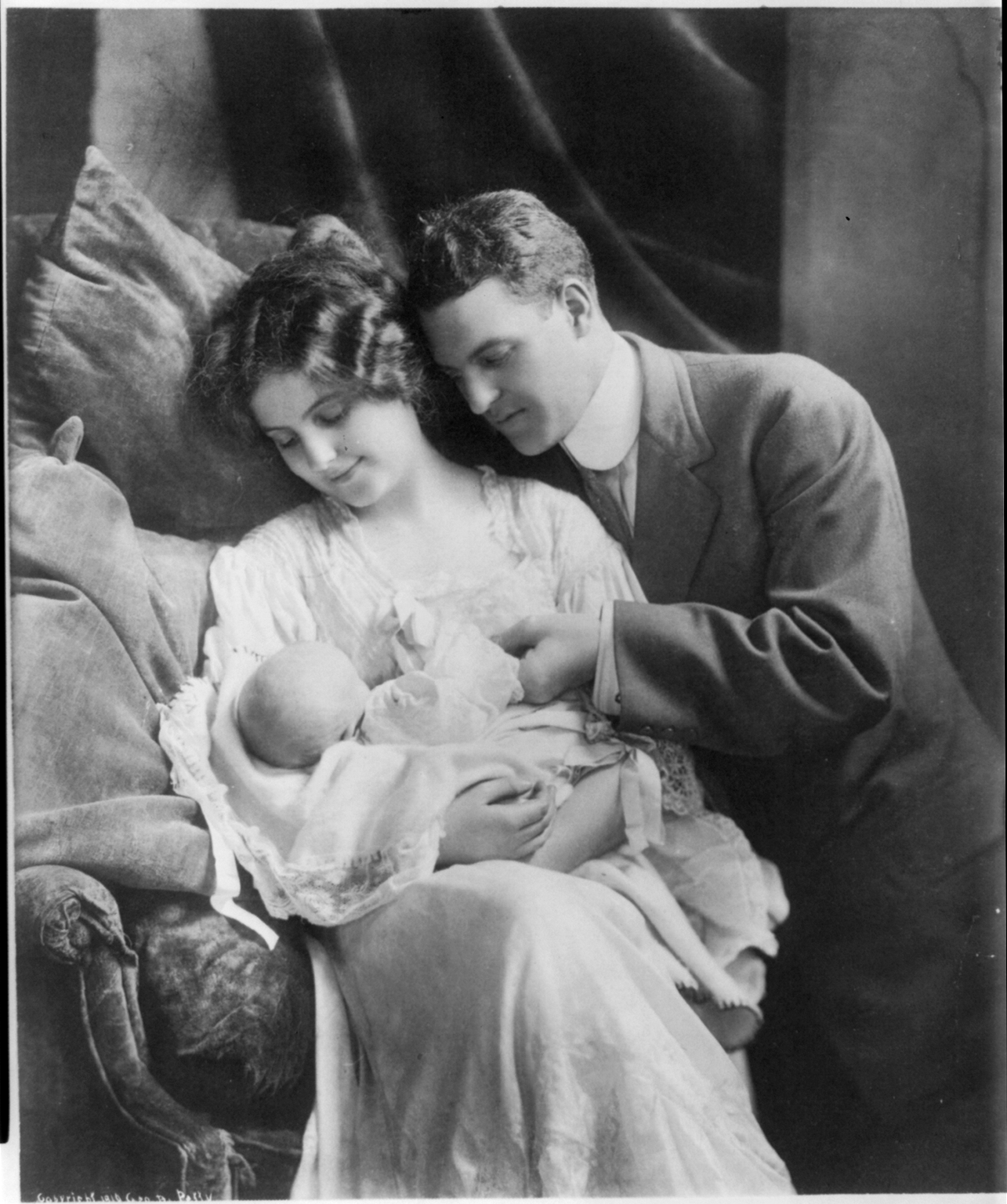
Padre y madre con su hijo.

 Uno de los objetivos de la investigación del apego ha sido las dificultades de los niños cuya historia de apego era pobre, incluyendo aquellos con extensa experiencia de cuidado de niños no parentales. La preocupación por los efectos del cuidado infantil fue intensa durante las llamadas "guerras de guardería" de finales del siglo XX, durante el cual se hizo hincapié en los efectos negativos de las guarderías. Como resultado beneficioso de esta controversia, la formación de los profesionales del cuidado infantil ha llegado a destacar problemas de apego y la necesidad de la construcción de relaciones a través de técnicas como la asignación de un niño a un proveedor de atención específica. A pesar de que sólo los centros de atención infantil de alta calidad son propensos a seguir estas consideraciones, un mayor número de infantes servicios de cuidado reciben cuidado de apego-amigable no como en el pasado, y el desarrollo emocional de los niños en el cuidado no parental puede ser diferente de lo que era en la década de 1980 o en el tiempo de Bowlby.
Finalmente, cualquier crítica de la teoría del apego necesita considerar cómo la teoría se ha conectado con los cambios en otras teorías psicológicas. La investigación sobre problemas de apego ha comenzado a incluir conceptos relacionados con la genética de la conducta y para el estudio del temperamento (factores constitucionales en la personalidad), pero es inusual para las presentaciones populares de la teoría del apego a incluir estos. Es importante destacar que algunos investigadores y teóricos han comenzado a conectar el apego con el estudio de la mentalización o teoría de la mente, la capacidad que permite a los seres humanos de adivinar con cierta precisión qué pensamientos, emociones e intenciones están detrás de los comportamientos tan sutiles como la expresión facial o movimiento ocular. La conexión de la teoría de la mente con el modelo de trabajo interno de las relaciones sociales puede abrir una nueva área de estudio y dar lugar a alteraciones en la teoría del apego.

## Recepción

### De 1950 a 1970
La hipótesis de la privación materna, precursor de la teoría del apego, fue enormemente controvertida. Diez años después de la publicación de la hipótesis, Ainsworth lista nueve preocupaciones que sentía eran los principales puntos de controversia. Ainsworth separa las tres dimensiones de la privación materna en la falta de atención materna, la distorsión de la atención materna y la discontinuidad de la atención materna. Se analizaron las docenas de estudios realizados en el campo y llegó a la conclusión de que las afirmaciones básicas de la hipótesis de la privación materna eran sólidos a pesar de la controversia continuó. A medida que avanzaba la formulación de la teoría del apego, los críticos comentaron apoyo empírico a la teoría y de las posibles explicaciones alternativas para los resultados de la investigación empírica. Wootton cuestionó la sugerencia de que la historia temprana de apego (como se le conocería a partir de este entonces) tenía un impacto de por vida.
En 1957 se formuló la teoría de relación joven en la RDA (Alemania del Este) en un ensayo de James Robertson en el Zeitschrift für Ärztliche Fortbildung (revista de la educación médica) y Eva Schmidt-Kolmerpublicaron algunas partes del ensayo de Bowlsby Cuidado Materno y Salud Mental para la OMS. En el período siguiente se trataba de un extenso desarrollo comparativo psicológica en la RDA a finales de los años cincuenta. Los exámenes entre los bebés con destino a la familia y los niños pequeños, el día y la semana pesebres-así como los niños institución. Los hallazgos podrían tener algo que ver con la morbilidad de los niños con destino a la familia, el desarrollo físico y emocional, así como trastornos de adaptación al cambio de ambiente. Después de la construcción del muro de Berlín en 1961 no hubo publicaciones adicionales en la teoría de relaciones RDA e investigaciones comparativas con los niños con apegos familiares. Los resultados de las investigaciones previas no se publicaron más y la teoría de relación de RDA quedó en el olvido en los años posteriores.
En la década de 1970, los problemas con el énfasis en el apego como un rasgo (una característica estable de un individuo) en lugar de como un tipo de comportamiento con importantes funciones de organización y resultados, han llevado a algunos autores a considerar que "el apego (en el sentido de cualquier cosa menos la interacción adulto-infante) [puede decirse que tiene] dejado de ser útil como una construcción del desarrollo... "y que las conductas de apego se entienden mejor en términos de sus funciones en la vida del niño. Los niños pueden lograr una función determinada, como una sensación de seguridad, de muchas maneras diferente, pero comportamientos funcionalmente comparables deben ser clasificados como relacionados entre sí. Esta forma de pensar vio el concepto base segura (la organización de la exploración de una situación desconocida en torno vuelve a una persona familiarizada) como "fundamental en la lógica y la coherencia de la teoría del apego y de su estatus como organizaciónconstructual."  Del mismo modo, Thompson señaló que "otras características de las primeras relaciones entre padres e hijos que se desarrollan simultáneamente con la seguridad del apego, incluyendo la negociación de conflictos y el establecimiento de la cooperación, debe considerarse también en la comprensión de la herencia de los primeros datos adjuntos".

### Disciplinas específicas

#### Psicoanálisis
Desde un punto temprano en el desarrollo de la teoría del apego, hubo críticas a la falta de congruencia con las diversas ramas del psicoanálisis de la teoría. Al igual que otros miembros del grupo británico de las relaciones de objeto, Bowlby rechazó opiniones de Melanie Klein que consideraban que el bebé tenía ciertas capacidades mentales al nacer y que continuaba desarrollando emocionalmente sobre la base de la fantasía en lugar de las experiencias reales. Pero Bowlby también se retiró del enfoque de las relaciones de objeto (ejemplificado, por ejemplo, por Anna Freud), que abandonó los supuestos de la teoría "unidad" a favor de un conjunto de sistemas automáticos de comportamiento instintivos, que incluye el apego. Las decisiones de Bowlby lo dejaron abierto a las críticas de los pensadores bien establecidos que trabajaban en problemas similares a los que se dirigía. Bowlby fue condenado al ostracismo efectivo de la comunidad psicoanalítica. Recientemente, algunos psicoanalistas han tratado de conciliar las dos teorías en forma de psicoterapia basada en el apego, un enfoque terapéutico.

#### Etología
Los etólogos expresaron su preocupación acerca de la idoneidad de algunas de las investigaciones sobre los que se basa la teoría del apego, en particular la generalización a los seres humanos a partir de estudios en animales. Schur, discutiendo el uso de conceptos etológicos de Bowlby (pre-1960) comentó que estos conceptos que se utilizan en la teoría del apego no se habían mantenido al día con los cambios en la etología en sí.
Los etólogos y otros que escribían en los años 1960 y 1970 cuestionaron los tipos de comportamiento utilizado como indicadores de apego, y ofrecieron enfoques alternativos. Por ejemplo, el llanto en la separación de una persona familiarizada fue sugerido como un índice del apego. Los estudios de observación de los niños pequeños en ambientes naturales sirvieron para proveer comportamientos que podrían ser considerados indicadores de apego; por ejemplo, quedarse dentro de una distancia predecible de la madre sin esfuerzo por su parte y recoger objetos pequeños y llevarlos a la madre, pero por lo general no a otros adultos. Aunque el trabajo etológico tendía a estar de acuerdo con Bowlby, trabajo como el descrito, llevaba a la conclusión de que "[Ellos] parecían estar de acuerdo con Bowlby y Ainsworth en algunos de los detalles de las interacciones del niño con su madre y otras personas". Algunos etólogos presionaron para obtener más datos de observación, con el argumento de que los psicólogos "siguen escribiendo como si habuera una entidad real que es 'apego', que existe más allá de las medidas observables." 

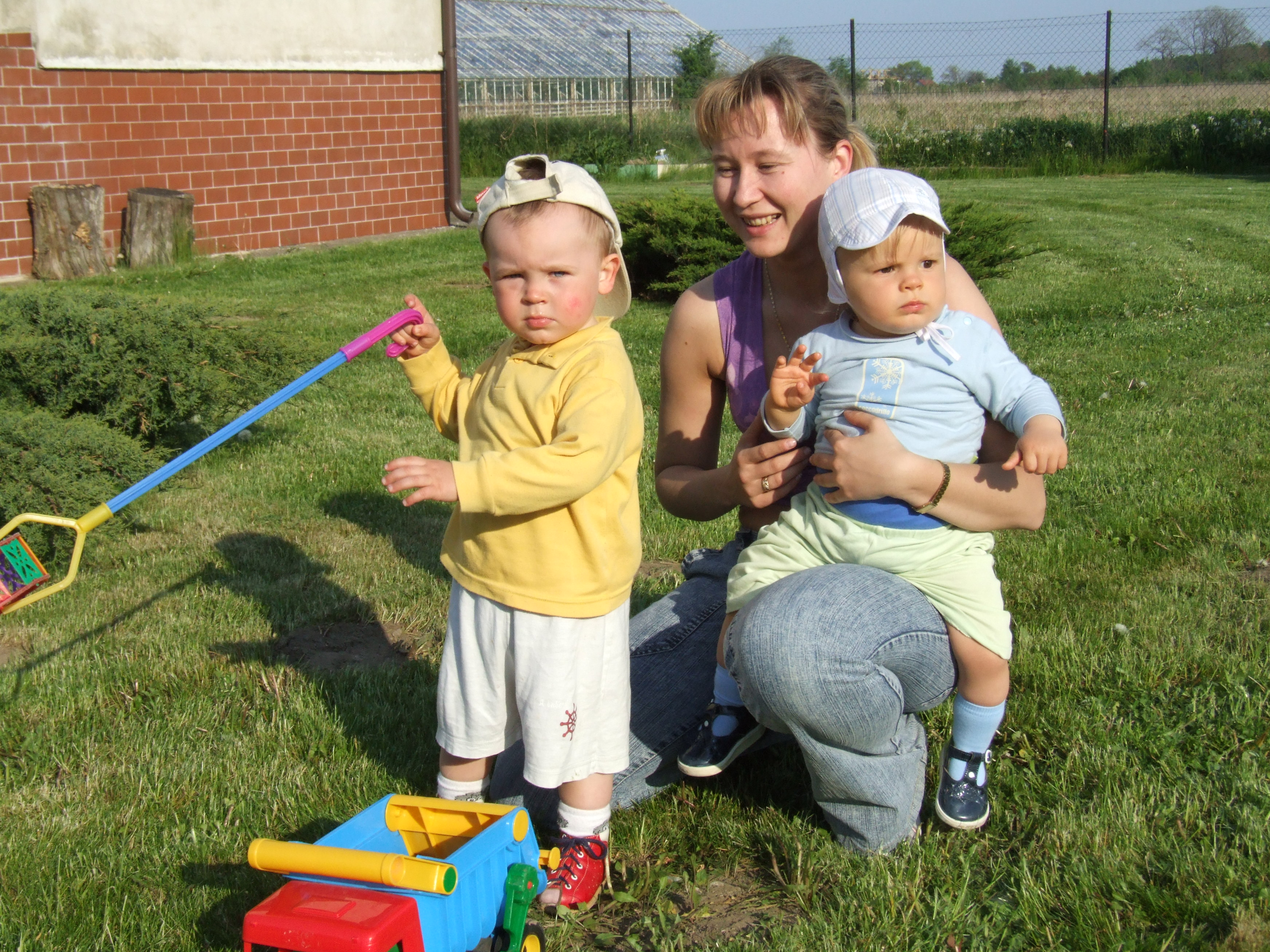
Niños con su cuidador, explorando.

Robert Hinde expresó su preocupación con el uso de la palabra "apego" para dar a entender que se trataba de una variable interviniente o un mecanismo interno hipotético en lugar de un término de datos. Sugirió que la confusión sobre el significado de términos teóricos de apego " podrían llevar a falacias instintivas para postular mecanismos isomorfos con el comportamiento y, a continuación, usando eso como una explicación para el comportamiento ". Sin embargo, Hinde consideraba que "sistema de la conducta de apego" era un término apropiado de lenguaje teórico que no ofrecía los mismos problemas "porque se refiere a sistemas de control de postulados que determinan las relaciones entre los diferentes tipos de comportamiento."

#### Desarrollo cognitivo
La dependencia de Bowlby en la teoría del desarrollo cognitivo de Piaget dio lugar a preguntas acerca de la permanencia del objeto (la capacidad de recordar un objeto que se encuentra temporalmente ausente) y su conexión con las conductas de apego temprano, y por el hecho de que la capacidad del niño para discriminar extraños y reaccionar a la ausencia de la madre parece ocurrir algunos meses antes de lo que Piaget sugirió que sería posible cognitivamente. Más recientemente, se ha observado que la comprensión de la representación mental ha avanzado mucho desde los días de Bowlby que presentan puntos de vista que pueden ser mucho más específicos que los del tiempo de Bowlby.

#### Comportamiento
En 1969, Gerwitz discutió cómo la madre y el niño podrían proporcionar unos a otros con experiencias de refuerzo positivo a través de su atención mutua y, por tanto, aprender a permanecer juntos; esta explicación haría innecesario postular la innata características humana de fomentar el apego.] La teoría del aprendizaje vio el apego como un remanente de la dependencia y la calidad del apego como una mera respuesta a las señales de los cuidadores. Los conductistas vieron comportamientos tales como el llanto como una actividad aleatoria que quería decir nada hasta ser reforzada por una respuesta de los cuidadores, por tanto, respuestas frecuentes se traduciría en más llanto. Para los teóricos del apego, el llanto es una conducta de apego innato a la que el cuidador tiene que responder para que el bebé desarrolle seguridad emocional. Respuestas conscientes producen seguridad que mejora la autonomía y resulta en menos llanto. La investigación de Ainsworth en Baltimore apoyó la opinión de los teóricos del apego. En la última década, los analistas de conducta han construido modelos de apego con base en la importancia de las relaciones contingentes. Estos modelos de comportamiento analíticos han recibido apoyo de investigaciones y revisiones metaanálisis.

### Metodología
Ha habido discusiones críticas sobre las conclusiones extraídas del trabajo clínico y de observación, y si sí o no realmente apoyan la teoría del apego. Por ejemplo, las críticas basadas en Skuse de un principio básico de la teoría del apego en la obra de Anna Freud con niños de Theresienstadt, que aparentemente se desarrolló con relativa normalidad a pesar de la privación grave durante sus primeros años. Esta discusión llegó a la conclusión del caso de Freud y de algunos otros estudios de privación extrema que existe un excelente pronóstico para los niños con este pasado, a menos que existan factores de riesgo biológicos o genéticos. La psicoanalista Margaret Mahler interpretó el comportamiento ambivalente o agresivo de los niños hacia sus madres como una parte normal del desarrollo, no como evidencia de la mala historia de apego.

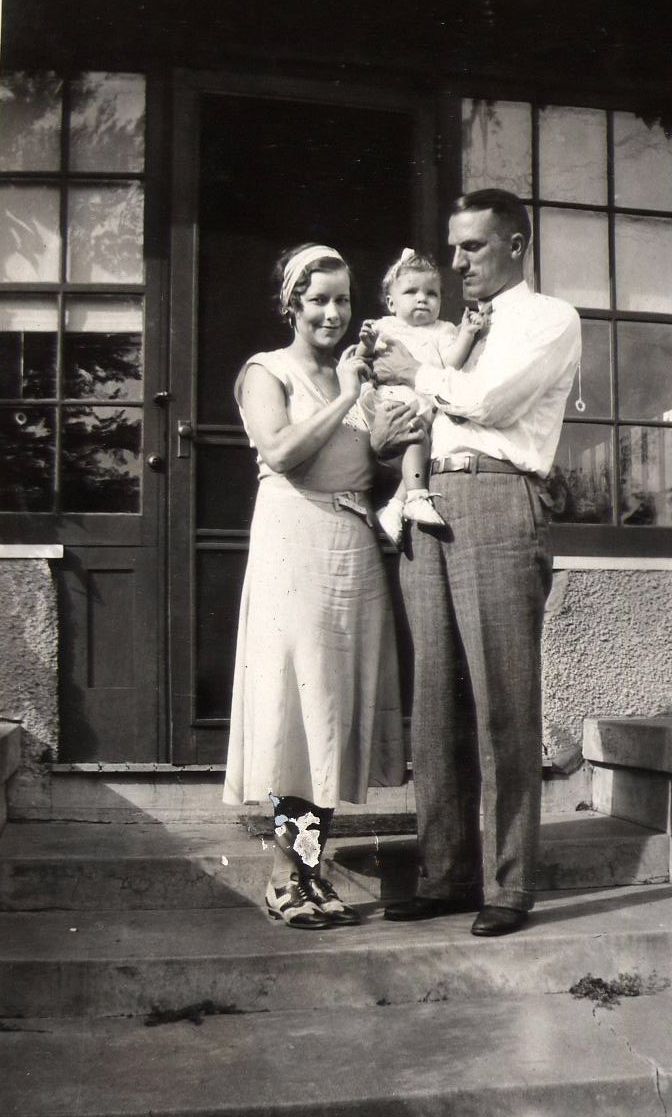
Padres con su hijo.

Algunas de las interpretaciones de Bowlby de los datos reportados por James Robertson fueron finalmente rechazados por el investigador, quien informó de los datos de 13 niños que fueron atendidos en circunstancias ideales durante la separación de sus madres. Robertson señaló, "... Bowlby reconoce que se basó principalmente en los datos institucionales de James Robertson. Sin embargo, en el desarrollo de su teoría de dolor y luto, Bowlby, sin aportar datos no institucionales, ha generalizado el concepto de la protesta, desesperación y negación de Robertson más allá del contexto de la que se derivó. Él acierta en que estas son las respuestas habituales de los niños pequeños a la separación de la madre, independientemente de las circunstancias... "; sin embargo, de los 13 niños separados que recibieron una buena atención, ninguno mostró protesta y desesperación, sino "aceptaron la separación de la madre cuando fueron atendidos en condiciones partir de la cual los factores adversos que complican los estudios institucionales estaban ausentes". En el segundo volumen de la trilogía, Separación, publicado dos años más tarde, Bowlby reconoció que el estudio de Robertson sobre adopciones, había causado que cambiara su punto de vista sobre las consecuencias traumáticas de separación en el cual no se le dio suficiente importancia a la influencia de la atención especializada de un sustituto familiarizado.
Algunos autores han cuestionado la idea de los patrones de apego, los que se cree que se miden mediante técnicas como el Protocolo de Situación Extraña. Tales técnicas producen una taxonomía de categorías consideradas como representativas de la diferencia cualitativa en las relaciones de apego (por ejemplo, fijación segura contra evitación). Sin embargo, un modelo categórico no es necesariamente la mejor representación de la diferencia individual en el apego. Un examen de los datos de 1139 individuos de 15 meses de edad, mostró que la variación fue continua en lugar de caer en agrupaciones naturales. Esta crítica introduce cuestiones importantes para las tipologías de apego y los mecanismos detrás de los tipos aparentes, pero de hecho tiene relativamente poca relevancia para la teoría del apego misma, que "no requiere ni predice patrones discretos de apego". Otras medidas conductuales que pueden ser de mayor importancia que el comportamiento de la Situación Extraña fueron sugeridas por etólogos.

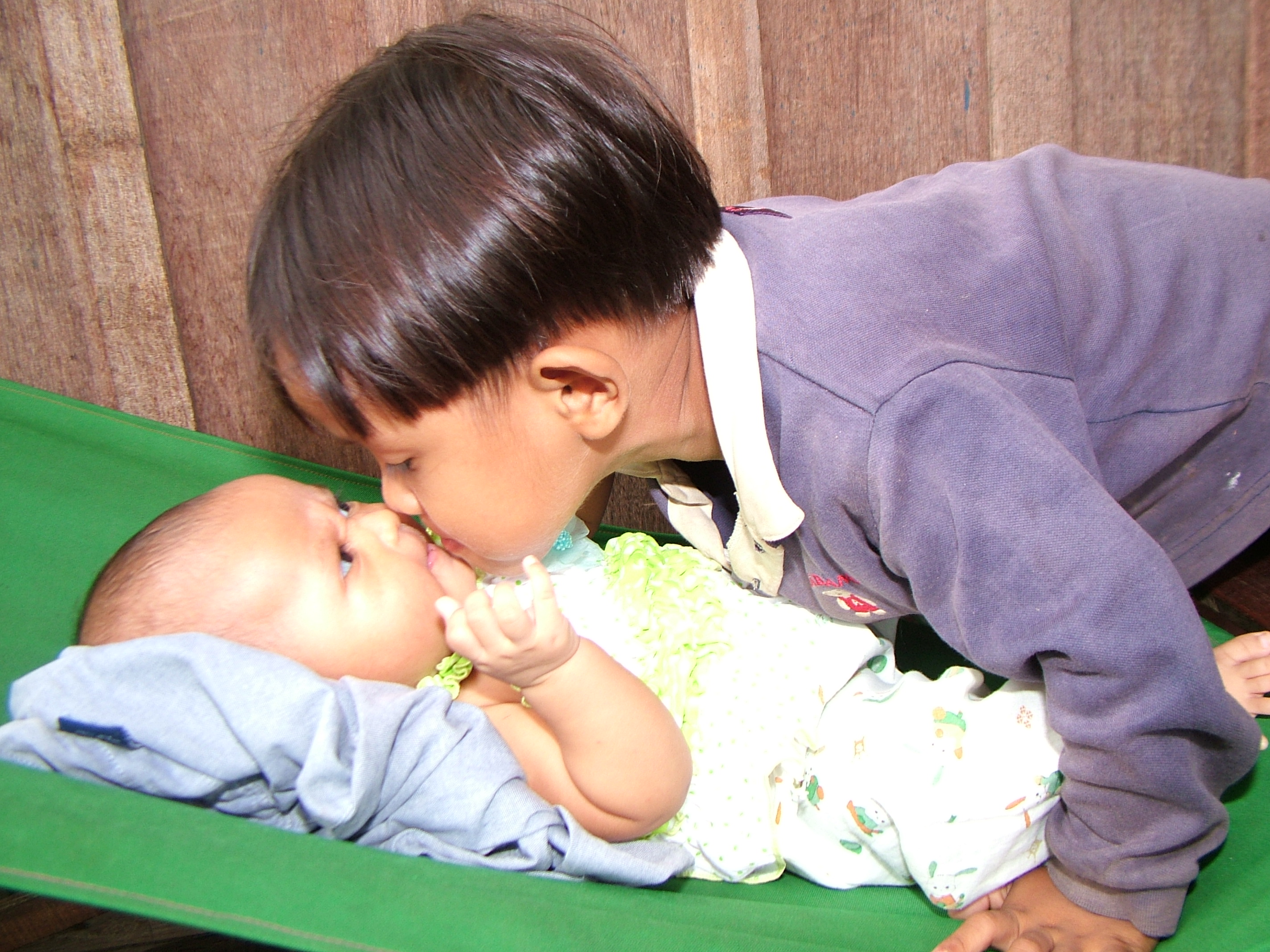
Hermanos

### A partir de 1980s
Basándose en el argumento de los años setenta de que el apego no debía ser visto como un rasgo (característica duradera del individuo), sino como un principio organizador con diferentes comportamientos derivados de factores contextuales, investigaciones posteriores se enfocaron en a las diferencias de apego intercultural, y concluyó que debería haber una revaluación de la conclusión de que el apego se expresa de manera idéntica en todos los seres humanos. Varios estudios parecen mostrar diferencias culturales, pero un estudio realizado en 2007 en Sapporo, Japón, encontró distribuciones de apego consistentes con las normas mundiales utilizando el sistema de puntuación Main & Cassidy de seis años para la clasificación del apego.
Críticos recientes como J. R. Harris, Steven Pinker y Jerome Kagan se preocuparon generalmente por el concepto de determinismo infantil (Naturaleza contra nutrición) y recalcan los posibles efectos de la experiencia posterior en la personalidad. Continuando el trabajo anterior sobre el temperamento de Stella Chess, Kagan rechazó casi todas las suposiciones sobre las cuales se basó la etiología de la teoría del apego, argumentando que la herencia era mucho más importante que los efectos transitorios del medio ambiente temprano, por ejemplo un niño con un temperamento difícil no causaría respuestas de comportamiento sensitivas hacia su cuidador. El debate generó una considerable investigación y análisis de los datos del creciente número de estudios longitudinales. Investigaciones posteriores no han descartado el argumento de Kagan y demuestran ampliamente que son los comportamientos de los cuidadores los que forman el estilo de apego del niño, aunque la forma en que este estilo se expresa puede diferir con el temperamento.
Harris y Pinker han planteado la idea de que la influencia de los padres ha sido exagerada y que la socialización es más importante en los grupos de pares, aunque H. Rudolph Schaffer concluye que los padres y los compañeros desempeñan diferentes funciones y desempeñan papeles distintivos en el desarrollo de los niños. La preocupación por la teoría del apego se ha planteado con respecto al hecho de que los infantes tienen a menudo relaciones múltiples, tanto en la familia como en el cuidado de niños, y que el modelo diádico característico de la teoría del apego no puede abordar la complejidad de las experiencias sociales de la vida real.